# Accident de l'hélicoptère de Manang Air en 2023
Le 11 juillet 2023, un Eurocopter AS350 de Manang Air transportant cinq passagers (tous des ressortissants mexicains) et un pilote doit se rendre de Surke, dans le district de Solukhumbu à Katmandou au Népal. L'appareil décolle de Solukhumbu à 10 h 05, heure locale, et le contact avec lui est perdu moins de dix minutes plus tard, à 10 h 13. L'appareil s'écrase en raison du mauvais temps, ce qui cause la mort des six personnes à bord. Le pilote, âgé de 55 ans, était expérimenté avec plus de 7 000 heures de vol pour cette compagnie et volait depuis une dizaine d'années. Les débris de l'hélicoptère sont par la suite retrouvés, à Chihandanda, dans le district de Solukhumbu. 